# Irina Berezina
Irina Berezina ou Rerezina-Feldman est une joueuse d'échecs russe puis australienne née le 7 juillet 1965 à Kiev. Championne d'Australie en 1999, elle fut cinq fois championne d'Océanie de 2002 à 2013. Elle a le titre (mixte) de maître international depuis 1999.
Au 1er février 2021, elle est la cinquième joueuse australienne avec un classement Elo de 2 081 points.

## Biographie et carrière
En 1992, Irina Berezina déménagea avec son mari Vladimir Feldman en Australie.
Berezina participa au tournoi interzonal de 1995, qualificatif pour le tournoi des candidates au championnat du monde d'échecs féminin, à Chișinău en Moldavie où elle marqua 5,5 points en 13 parties. En 1999, elle remporta le championnat d'Australie et finit deuxième du premier championnat d'Océanie qui était aussi un tournoi zonal (le tournoi open fut remporté par son mari Vladimir Feldman).  Elle remporta par la suite le championnat d'Océanie en 2002, 2003, 2007, 2011 et 2013. Grâce à ces succès, elle participa au championnat du monde féminin en 2006, 2012 et 2015 et fut éliminée à chaque fois au premier tour.
Irina Berezina a représenté l'Australie lors de huit'olympiades féminines : sept fois au premier échiquier de 1994 à 2016 et à l'échiquier de réserve en 2018, marquant à chaque fois au moins la moitié des points.